# پرده آهنین (فیلم ۲۰۱۸)
پرده آهنین (به تامیلی: Irumbu Thirai) و (به انگلیسی: Iron Curtain) فیلمی هندی محصول سال ۲۰۱۸ و به کارگردانی پی. اس میتران است. در این فیلم بازیگرانی همچون ویشال، آرجون سارجا، سامانتا روت پرابو و سومان ایفای نقش کرده‌اند.